# 反996许可证
反996許可證（英語：Anti 996 License）是一种软件许可证发布许可证，由GitHub用户xushunke于2019年3月28日提出，由伊利诺伊大学厄巴纳-香槟分校法学博士、亚太区块链发展协会顾问顾紫翚（Katt Gu）和其丈夫阎晗（Suji Yan）于3月30日晚合力起草。
它的条款要求软件使用者在遵守当地劳动法规或国际劳动法之间较严苛者的前提之下使用该软件。提出者认为，通过在开源项目上使用此证书来授权遵守劳动法的团体使用所授权的软件，不容许不遵守劳动法的团体使用所授权的软件，可以促使996工作制公司增加软件使用或研发成本，使其改变其压榨软件开发者劳动时间的立场。
和道格拉斯·克羅克福特起草的、因“禁止用于作恶”而被认定为“非自由”的JSON许可证以及禁止侵犯人权或者引入监视用户特性的HESSLA协议类似，反996许可证也是一款非自由的许可证，无法和GPL许可证兼容。同理，这类许可证也不符合通行的开源定义，严格意义上甚至不应称作“开源”。